# Ferulago
Genre
Classification phylogénétique
Ferulago est un genre de plantes à fleurs de la famille des Apiaceae. Ce sont des plantes herbacées.

## Liste d'espèces
- Ferulago angulata
- Ferulago asparagifolia
- Ferulago campestris
- Ferulago confusa
- Ferulago galbanifera
- Ferulago humilis
- Ferulago macrosciadea
- Ferulago mughlae
- Ferulago sandrasica
- Ferulago silaifolia
- Ferulago thirkeana
- Ferulago trachycarpa